# 인텔 4004

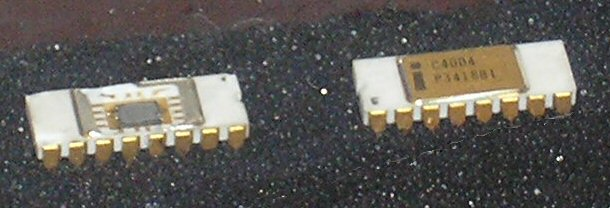
인텔 4004 마이크로프로세서

인텔 4004는 1971년 인텔이 출시한 4비트 CPU이다. 시장에 출시된 최초의 마이크로프로세서로 알려져 있다.
원래는 인텔에서 출시한 전자계산기에 탑재될 예정이었으나, 기존의 단순한 칩들로 이루어진 논리회로를 대체할 수 있는 가능성이 발견되어 마이크로프로세서의 시장가능성을 처음으로 보여주었다. 이 칩을 시작으로 인텔을 비롯한 여러 집적회로 제조사들은 더 발전된 마이크로프로세서 제작에 뛰어들어 수조원 규모의 마이크로프로세서와 컴퓨터 산업으로의 길이 열렸다.

## 역사
4004는 1971년 11월 15일에 처음 출시되었다. 4004는 이전까지 반도체 메모리를 주로 생산하던 인텔이 처음으로 제작한 컴퓨터 프로세서이다. 당시 프로젝트를 총괄하였던 사람은 인텔의 창업자 중 한 사람인 레슬리 배다스였고, 수석 디자이너는 인텔의 테드 호프, 페데리고 파긴과 비지콤(Busicom, 후에 자일로그가 되었음)의 시마 마사토시였다.
테드호프는 1969년에 인텔최초의 마이크로 프로세서인 MCS-4의 구조에 관한 제한을 하였다. 페더리코 파긴은 1970년부터 1971 사이에 이 프로젝트 리더이면서 MCS-4 칩들을 직접 디자인하였다. 파긴은 이전에는 존재하지 않았던 실리콘게이트를 기반으로한 새로운 디자인 방법과 4004 프로세서가 한 칩안에서 구현 되도록한 몇가지 디자인 혁신에 기여하였다. (파긴은 1968년에 페어차일드 반도체에서 최초의 실리콘게이트 기술(SGT)을 개발한 장본인 이면서SGT를 바탕으로한 세계최초의 상용화된 집적회로를 디자인하였다. 이것이 바로 1968년 개발된 페어차일드3708이다.) 비지콤의 소프트웨어와 로직디자이너인 마사토시 시마는 파긴의 비지콤의 계산기 개발을 돕고 계산기를 위한 소프트웨어를 개발하였다.
일본 비지콤(Busicom) 사의 계산기 라인에 탑재하기 위해 설계된 4004는 보조 칩과 함께 판매되었다. 4004 회로는 2,300개의 트랜지스터로 제작되었고, 다음 해에는 최초의 8비트 프로세서인 8008과 4004의 업그레이드인 4040이 출시되었다.
그리고 네 번째로 출시된 8080으로부터 마이크로컴퓨터 혁명이 시작되었다.

## 제원
- 최대 클럭은 740kHz이다.
- 데이터와 명령어가 별도의 버스를 사용하는 하버드 아키텍처와 달리, 핀 수를 줄여야 하는 4004는 하나의 멀티플렉스 4비트 버스를 사용한다.
- 41개의 8비트 명령과 5개의 16비트 명령이 있다.
- 4비트 레지스터 16개를 갖고 있다.
- 내부 서브루틴 스택은 3 개의 레벨까지만 지원했다.

## 아키텍처와 핀아웃
클릭하면 큰 그림으로 볼 수 있음
|  |  |

## 보조 칩
- 4001 : 256바이트 용량의 롬과 4비트 입출력 포트 한 개.
- 4002 : 40바이트 용량의 램(4비트 데이터 80워드)과 4비트 출력 포트. 램 부분은 4비트 워드 20개로 이루어진 레지스터를 네 개 탑재하고 있었다.
  - 16 개의 데이터 워드
  - 4 개의 상태 워드
- 4003 : 키보드, 모니터, 프린터 등을 제어하기 위한 10비트 병렬 출력 시프트 레지스터.
- 4008 : 표준 메모리 칩에 접근하기 위한 8비트 주소 레지스터와 4비트 칩 셀렉트, 입출력 포트.
- 4009 : 표준 메모리와 입출력 칩을 위한 컨버터.

(*) 4001은 4008, 4009 쌍과 함께 사용할 수 없다.

## 수집
인텔 4004는 이후 버전인 4040과 함께 골동품 칩을 모으는 수집가들에게 가장 비싸게 팔리는 칩 가운데 하나이다. 2006년, 가장 비싼 4004 칩은 이베이에서 미국 달러로 1000달러 가까운 가격에 거래됐다.